# Jean de Segonzac
Jean de Segonzac (parfois crédité comme Jean DeSegonzac) est un réalisateur américain d'origine française. Il est un réalisateur, scénariste et directeur de la photographie. Il a travaillé sur des documentaires et des programmes télévisés. Il a surtout travaillé sur des séries télévisées policières de style cinéma vérité.

## Biographie
Jean de Segonzac est né d'Adalbert et Madeleine de Segonzac. Il est le plus jeune de quatre enfants (ses frères et sœurs sont Lionel de Segonzac, Catherine Shainberg et Laurence de Segonzac).
Son père était un journaliste français correspondant en chef de France Soir à Washington pendant deux décennies, ainsi qu' ancien président de l'Association de la presse étrangère,.
Jean de Segonzac est diplômé de la Rhode Island School of Design en 1975.

## Filmographie

### Réalisateur

#### Télévision
Séries télévisées
- 1996-1997 : Homicide
- 1997 : Brooklyn South
- 1997-1998 : Oz
- 1999 : Au service de la loi
- 1999 : The Hoop Life (en)
- depuis 1999 : New York, unité spéciale
- 2001 : Under Cover
- 2001-2011 : New York, section criminelle
- 2002 : L'Île de l'étrange
- 2002 : La Treizième Dimension
- 2003 : Dragnet
- 2003 : FBI : Opérations secrètes
- 2003 : Peacemakers
- 2004 : The Jury
- depuis 2004 : New York, police judiciaire
- 2005 : New York, cour de justice
- 2006 : Battlestar Galactica
- 2006 : Brotherhood
- 2006 : Les experts
- 2006 : Surface
- 2006 : The Unit : Commando d'élite
- 2007 : Jonny Zéro
- 2007 : Kidnapped
- 2007-2012 : Damages
- 2008 : New Amsterdam
- 2008-2010 : Gossip Girl
- 2009 : En analyse
- 2009 : Life on Mars
- 2009 : Trauma
- 2010 : Detroit 1-8-7
- 2010-2011 : Los Angeles, police judiciaire
- 2011 : Breakout Kings
- 2011 : Lights Out (en)
- 2011 : Ringer
- 2011 : The Chicago Code
- 2011-2012 : Boss
- 2011-2015 : Unforgettable
- 2012-2015 : Chicago Fire
- 2013 : The Americans
- 2013 : Zero Hour
- 2014 : Elementary
- 2014-2015 : Nashville
- 2015 : The Royals
- 2015-2016 : Bloodline
- 2016-2020 : Chicago Med
- 2016 : Chicago Police Department
- 2016 : Of Kings and Prophets
- 2017 : Blacklist
- 2018-2019 : FBI
- 2018-2020 : Blindspot
- 2020 : Manifest
- 2020 : FBI: Most Wanted

Téléfilms
- 1998 : Bad As I Wanna Be: The Dennis Rodman Story
- 1998 : Ice : Tempête de glace aux USA
- 1998 : Police contre police
- 2000 : Homicide
- 2003 : Future Tense
- 2003 : Le Tueur du vol 816
- 2008 : Lost City Raiders

### Scénariste

#### Télévision
Téléfilms
- 2008 : Lost City Raiders

### Directeur de la photographie

#### Cinéma
- 1992 : La loi de la gravité
- 1996 : Normal Life

#### Courts-métrages
- 1989 : Crack USA: County Under Siege
- 1993 : The Debt
- 1994 : Touch Base

#### Télévision
Séries télévisées
- 1987 : Aux origines de l'humanité
- 1990-2001 : American Experience
- 1993 : National Geographic Explorer
- 1994 : American Masters
- 1994-1997 : Homicide
- 1997 : Oz

Téléfilms
- 1989 : Submarine: Steel Boats, Iron Men
- 1994 : Confessions of a Sorority Girl
- 1994 : Girls in Prison de John McNaughton
- 1994 : Shake, Rattle and Rock!
- 1997 : Path to Paradise: The Untold Story of the World Trade Center Bombing.
- 2000 : Homicide
- 2000 : Ultimate Weapon: The H-Bomb Dilemma